# Jacob III van Horne
Jacob III van Horne (ca. 1480 - Vercelli, 15 augustus 1531) was de derde graaf van Horne van 1502 tot zijn dood.

## Levensloop
Hij was de zoon van Jacob II van Horne en Johanna van Brugge, een dochter van Lodewijk van Gruuthuse.
In 1505 werd hij opgenomen in de Orde van het Gulden Vlies.
Jacob huwde driemaal, achtereenvolgens:
- in 1501 met Margaretha van Croÿ (†1514), dochter van Filips I van Croÿ (graaf van Chimay)
- in 1514 met Claudina van Savoye (†1528), gewettigde buitenechtelijke dochter van Filips II van Savoye
- met Anna van Bourgondië (†1551), dochter van Adolf van Bourgondië.

Geen van deze huwelijken leverde een erfgenaam op. Hij stierf op circa vijftigjarige leeftijd in het Noord-Italiaanse Vercelli. Bij zijn dood ging het graafschap over op zijn jongere broer Jan van Horne, die daartoe zijn positie als proost van Sint-Lambertus opgaf, uit de geestelijke stand trad en huwde.

## Nalatenschap
Net als zijn broer Jan schonk Jacob III van Horne omstreeks 1530 een gebrandschilderd raam aan de vernieuwde Sint-Jacobskerk in Luik. Op het bewaard gebleven dubbele raam is op de ene helft hijzelf als donor afgebeeld, gehuld in een wapenrok met het wapen van Horne en knielend voor een beeld van de Heilige Drievuldigheid. Links staat zijn patroonheilige Sint-Jacob en op de achtergrond is waarschijnlijk het kasteel van Horn afgebeeld. Op de andere helft van het raam zijn zijn twee overleden echtgenotes afgebeeld, Margaretha van Croÿ en Claudina van Savoye, met hun respectievelijke patroonheiligen. Van Horne overleed in het jaar van oplevering van het raam.

## Voorouders
| Voorouders van Jacob III van Horne | Voorouders van Jacob III van Horne                                   | Voorouders van Jacob III van Horne                                   | Voorouders van Jacob III van Horne                                   | Voorouders van Jacob III van Horne                                   | Voorouders van Jacob III van Horne                                       | Voorouders van Jacob III van Horne                                       | Voorouders van Jacob III van Horne                                       | Voorouders van Jacob III van Horne                                       |
| ---------------------------------- | -------------------------------------------------------------------- | -------------------------------------------------------------------- | -------------------------------------------------------------------- | -------------------------------------------------------------------- | ------------------------------------------------------------------------ | ------------------------------------------------------------------------ | ------------------------------------------------------------------------ | ------------------------------------------------------------------------ |
| Overgrootouders                    | Willem VII van Horne (1380-1433) ∞ Johanna de Montigny (1392-1427)   | Willem VII van Horne (1380-1433) ∞ Johanna de Montigny (1392-1427)   | Frederik van Meurs (1376-1448) ∞ Engelberta van Kleef (1380-1458)    | Frederik van Meurs (1376-1448) ∞ Engelberta van Kleef (1380-1458)    | Jan IV van Brugge (-1438) ∞ Margriet van Steenhuyse (-)                  | Jan IV van Brugge (-1438) ∞ Margriet van Steenhuyse (-)                  | Hendrik II van Borselen (1404-1474) ∞ Johanna van Halewijn (-1467)       | Hendrik II van Borselen (1404-1474) ∞ Johanna van Halewijn (-1467)       |
| Grootouders                        | Jacob I van Horne (1426-1488) ∞ Johanna van Meurs (1420-1461)        | Jacob I van Horne (1426-1488) ∞ Johanna van Meurs (1420-1461)        | Jacob I van Horne (1426-1488) ∞ Johanna van Meurs (1420-1461)        | Jacob I van Horne (1426-1488) ∞ Johanna van Meurs (1420-1461)        | Lodewijk van Gruuthuse (1422-1492) ∞ Margaretha van Borssele (1481–1551) | Lodewijk van Gruuthuse (1422-1492) ∞ Margaretha van Borssele (1481–1551) | Lodewijk van Gruuthuse (1422-1492) ∞ Margaretha van Borssele (1481–1551) | Lodewijk van Gruuthuse (1422-1492) ∞ Margaretha van Borssele (1481–1551) |
| Ouders                             | Jacob II van Horne (1440-1521) ∞ 1464 Johanna van Brugge (1445-1471) | Jacob II van Horne (1440-1521) ∞ 1464 Johanna van Brugge (1445-1471) | Jacob II van Horne (1440-1521) ∞ 1464 Johanna van Brugge (1445-1471) | Jacob II van Horne (1440-1521) ∞ 1464 Johanna van Brugge (1445-1471) | Jacob II van Horne (1440-1521) ∞ 1464 Johanna van Brugge (1445-1471)     | Jacob II van Horne (1440-1521) ∞ 1464 Johanna van Brugge (1445-1471)     | Jacob II van Horne (1440-1521) ∞ 1464 Johanna van Brugge (1445-1471)     | Jacob II van Horne (1440-1521) ∞ 1464 Johanna van Brugge (1445-1471)     |
| Jacob III van Horne (1480-1531)    |                                                                      |                                                                      |                                                                      |                                                                      |                                                                          |                                                                          |                                                                          |                                                                          |